# Chiesa di Sant'Andrea Apostolo (Madrisio, Fagagna)
La chiesa di Sant'Andrea Apostolo è la parrocchiale di Madrisio, frazione di Fagagna, in provincia e arcidiocesi di Udine; fa parte della forania del Friuli Collinare.

## Storia
La prima citazione di una chiesa a Madrisio risale al 1362, quando viene citata nel Catapan locale.
Questa chiesetta, risalente al Trecento, nel corso del XVIII secolo venne quasi del tutto ricostruita in stile neoclassico; solo l'abside rimase quella originaria, in stile gotico.
Negli anni ottanta venne ristrutturata la chiesa e, nel 2007, il processo di restauro ha interessato il campanile. Sul campanile sono installate 3 campane, intonate in scala di Re Minore, fuse da Clocchiatti nel 1982.
Di notevole pregio l’organo liturgico conservato all’interno della chiesa. Lo strumento è una delle prime opere firmate congiuntamente da D. P. Nacchini e dal suo allievo ed aiutante F. Dacci (1752). L’organo venne realizzato per la Pieve di Santa Maria Nascente di Tricesimo, poi acquistato e montato in Madrisio nel 1932. Ottima la fonica e molto precisa la meccanica. Lo strumento è stato restaurato dall’organaro Franz Zanin, da Camino al Tagliamento (UD), nel 1983.